# Бревелд
Бревелд (нід. Breeveld) — селище в нідерландській провінції Утрехт. Входить до муніципалітету Вурден.
Його площа становить 1,42 км², а населення станом на 2021 рік складало 95 осіб.
Перша згадка про населений пункт датується 1217 роком.

## Галерея

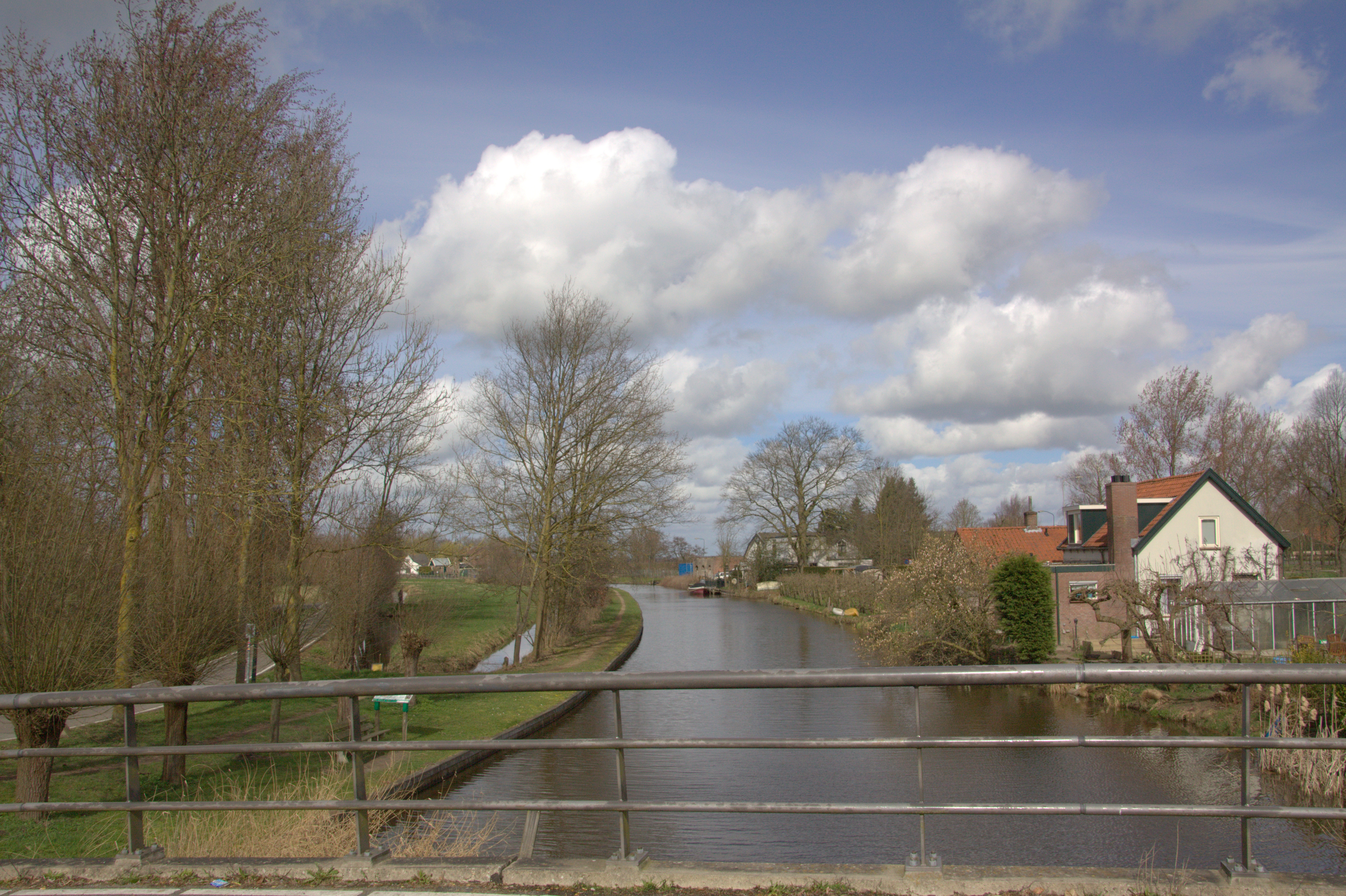
Бревелд (ліворуч)
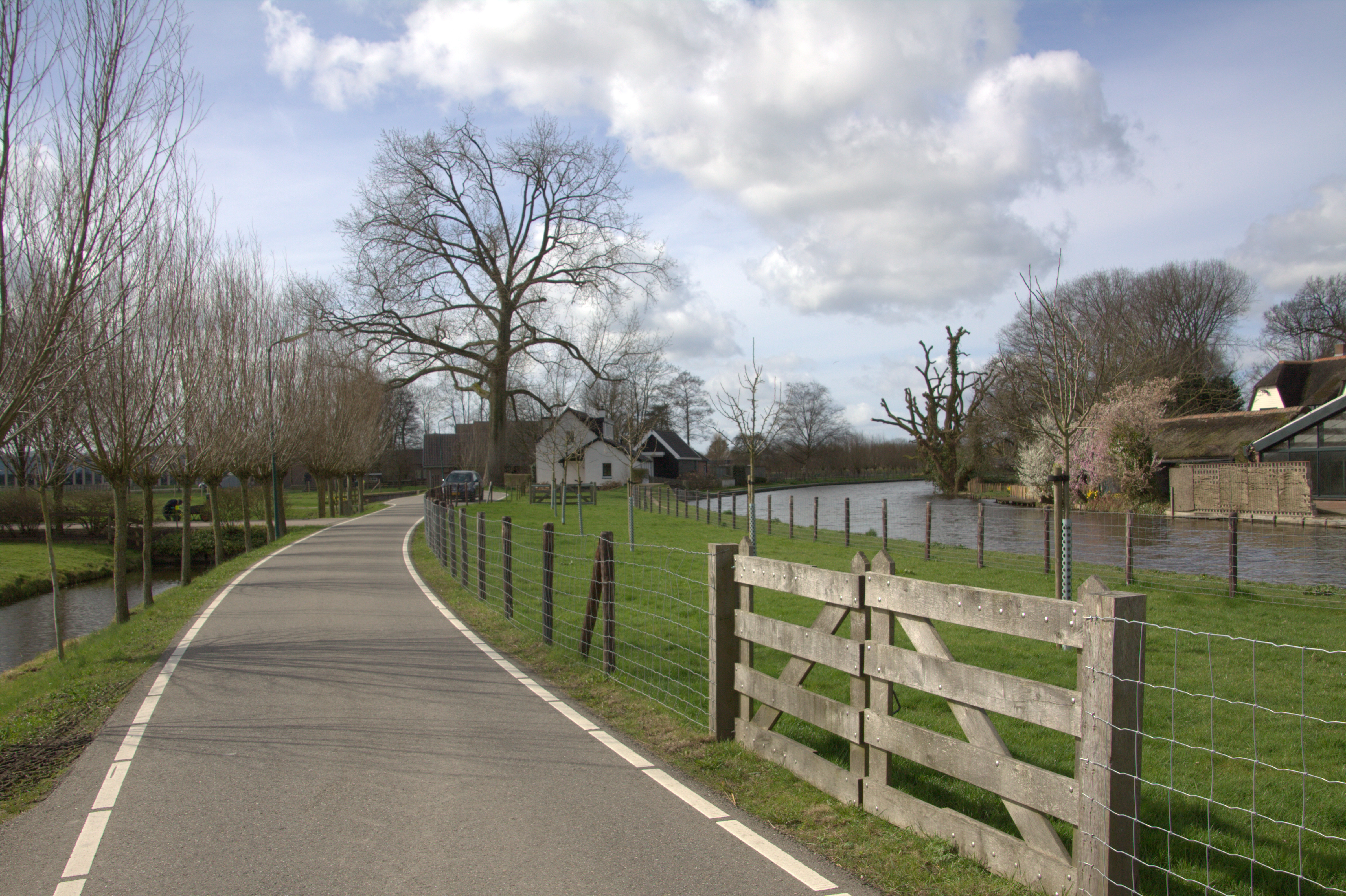
Селищна вулиця
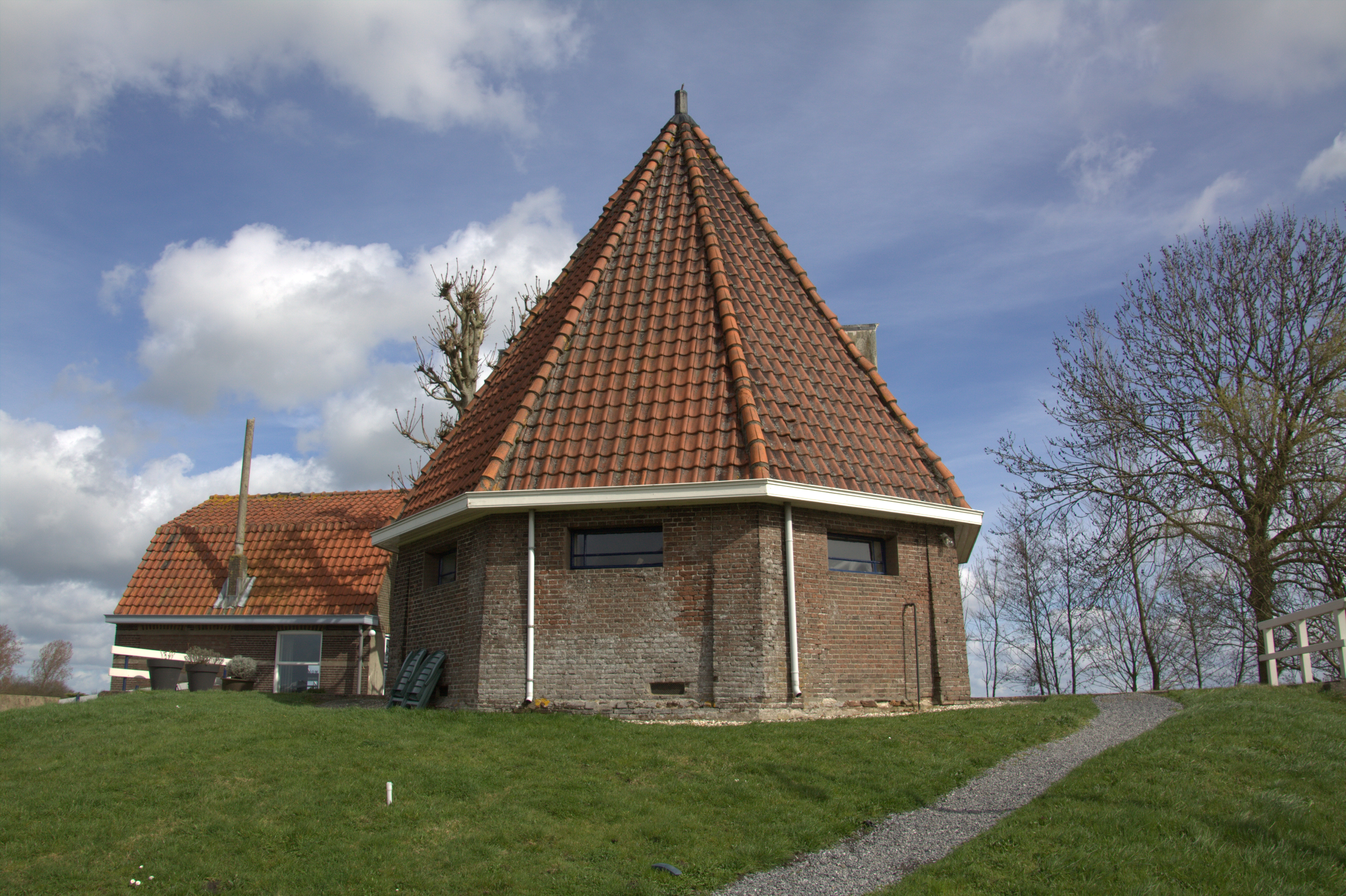
Насосна станція